# Вестготские письма
Вестго́тские пи́сьма (лат. Epistolae Wisigoticae, Epistulae Wisigothicae) — сборник латиноязычных эпистолярных документов различных авторов, датируемый серединой VII века. Назван по Вестготскому королевству, при дворе правителей которого он был составлен. Важный источник по истории Королевства вестготов, Франкского государства и Византийской империи первой трети VII веков.

## Описание

### Рукописи и публикации
Документы из «Вестготских писем» сохранились в четырёх рукописях, частью дублирующих, частью дополняющих друг друга. По данным палеографических исследований наиболее старая из рукописей датируется VIII веком. Вероятно, этот манускрипт, хранящийся в Эскориале, был скопирован непосредственно с протографа вестготской эпохи. Предполагается, что с этого же протографа была сделана копия, известная как «Овьедская рукопись». Она получила название по имени церковного деятеля XII века Пелайо Овьедского, который, согласно одной из записей кодекса, владел ею. Эта версия «Вестготских писем» ныне утеряна, но с неё в XVI—XVIII веках были сделаны несколько копий.
О существовании «Вестготских писем» стало известно благодаря Амбросио де Моралесу, историографу короля Испании Филиппа II, обнаружившему две рукописи этого исторического источника во время своей поездки по Леону, Галисии и Астурии в 1559 году. Первое печатное издание части «Вестготских писем» было осуществлено в Париже в 1640 году. В следующие два века отдельные документы из сборника писем публиковались в различных испанских изданиях.
Полностью «Вестготские письма» на латинском языке впервые были опубликованы в 1892 году в составе «Monumenta Germaniae Historica». В это издание вошли двадцать посланий, из которых наиболее раннее (письмо № 9) было датировано правлением вестготского короля Реккареда I (586—601 годы), а наиболее позднее (письмо № 19) — послание монаха Фруктуоза к королю Реккесвинту о проявлении милосердия к участникам заговора против Сисенанда — периодом около 652 года. Последнее по времени полное издание «Вестготских писем» было осуществлено в 1991 году в составе корпуса исторических источников «Miscellanea Wisigothica». В это собрание вошли только восемнадцать посланий: два письма (послание Исидора Севильского к Эладию Толедскому и письмо к королю Реккесвинту) были опущены как позднейшие дополнения.
На русском языке «Вестготские письма» полностью никогда не издавались. Существует только перевод трёх посланий графа вестготской Септимании Булгара, направленных им франкским епископам.

### История создания
«Вестготские письма» — собрание посланий дипломатического и частного характера. Все тексты написаны на характерной для VII века народной латыни. Вследствие этого у исследователей часто возникают трудности в точном переводе документов на современные языки, а также в однозначной интерпретации упоминаемых в них событий.
Возможно, что начало собранию было положено при короле Сисебуте, правившем Вестготским королевством в 612—621 годах. Такой вывод делается на том основании, что бо́льшая часть посланий относится ко времени именно этого монарха. В дальнейшем к этим документам были добавлены другие послания. Окончательно сборник «Вестготские письма» был сформирован в середине VII века. Предполагается, что инициатором составления этого собрания был один из служащих королевской канцелярии в Толедо.

### Историческая ценность
Среди «Вестготских писем» наибольшее число посланий связано с королём Сисебутом. Здесь представлены как написанные к нему письма, так и документы, автором которых он был сам. В том числе, в сборнике сохранилась переписка между Сисебутом и правителем Византийской Испании патрикием Цезарием. В ней идёт речь о заключении около 615 года мира между Вестготским королевством и Византией. В других средневековых источниках настолько подробные сведения о вестгото-византийском конфликте 610-х годов не сохранились. Также в «Вестготских письмах» находится послание Сисебута королю лангобардов Аделоальду. В нём правитель вестготов призывал лангобардского монарха твёрдо придерживаться ортодоксального христианства и в вопросах веры во всём следовать советам матери Теоделинды.
Из «Вестготских писем» шесть принадлежат правителю вестготской Септимании графу Булгару. Они написаны в 610—612 годах. В посланиях упоминается, в том числе, о преследованиях Булгара королём Виттерихом и об обстоятельствах гибели этого монарха, а также о вестгото-франкских отношениях при короле Гундемаре.
Значительной частью адресатов документов из «Вестготских писем» были представители духовенства. Среди них — епископы Евсевий Таррагонский, Агапий II Кордовский, Сергий Нарбонский, а также, возможно, Вер Родезский и Дезидерий Осерский.
«Вестготские письма» — ценный исторический источник по истории первой трети VII века, так как описывают события, мало освещённые в работах историков того времени — Исидора Севильского, Фредегара и Феофилакта Симокатты.